# Buddy Guy
George "Buddy" Guy, född 30 juli 1936 i Lettsworth, Louisiana, är en amerikansk bluessångare och gitarrist. Han är en av de mest framträdande artisterna inom Chicagobluesen. Buddy Guy har genom sin spelstil och sitt vilda scenuppträdande påverkat många artister inom blues och bluesrock. Jimi Hendrix och Eric Clapton har nämnt Guy som en influens.[källa behövs]

## Biografi
Buddy föddes 1936 i Lettsworth, nordväst om New Orleans, Louisiana, USA. Hans föräldrar, Sam och Isabel Guy, var lantarbetare och Buddy växte upp på en plantage tillsammans med fyra syskon. Sju år gammal började Buddy experimentera med en egentillverkad låtsasgitarr. Denna "Diddley bow" var hans huvudinstrument under nästan ett decennium, tills han fick sin första riktiga gitarr, en akustisk gitarr av märket Harmony som nu finns att se på the rock'n roll hall of fame i Cleveland.

### Karriär
1957 arbetade den då 21-årige Buddy sedan ett par år vid Louisiana State University i Baton Rouge för en lön på 28$ i månaden när en av hans vänner som arbetade som kock i Chicago föreslog att Buddy skulle komma till Chicago där han skulle kunna arbeta på dagarna och spela på de lokala klubbarna på kvällarna. Buddy insåg att han antagligen skulle kunna få ett likartat arbete vid universitetet i Chicago men till en bättre lön, samtidigt som han om kvällarna skulle kunna lyssna på Muddy Waters, Howlin' Wolf och Little Walter (och kanske skulle kunna spela lite själv) så den 25 september 1957 reste Buddy till Chicago.
Lite senare samma år spelade Buddy på den berömda klubben 708 samma kväll som Otis Rush då han för första gången träffade Muddy Waters som var en av Buddys stora förebilder och som haft stor påverkan på Buddys spelstil. 1958 fick Buddy ett skivkontrakt och spelade in sin första skiva för Cobra records.
Buddy var nu helt inne i musiken. Från 1960 arbetade han som studiomusiker på Chess Records där han medverkade på skivor av bland andra Muddy Waters, Howlin' Wolf, Little Walter, Sonny Boy Williamson och Koko Taylor. Hans egen skivkarriär gick däremot inte så bra. Leonard Chess, grundare och ägare av Chess records kallade Buddys musik för "oväsen" och ville styra över Buddy i det då populära Soul/R&B facket. Buddys enda skiva från Chessåren, "Left My Blues in San Francisco", kom ut först 1967. Han vill själv inte gärna lyfta fram denna del av sin karriär, eftersom han "inte var fri"
1968 Bytte Buddy bolag till Vanguard där han närmast omedelbart gav ut sin tredje skiva, "A Man and the Blues". Nu började också hans solokarriär ta fart, och 1969 var han huvudnummer på "Supershowen" i staines i England där bland andra även Eric Clapton, Led Zeppelin, Jack Bruce, Stephen Stills, Buddy Miles, Glen Campbell, Roland Kirk och Jon Hiseman medverkade. Från denna punkt gick det utför. Även om Buddy spelade in ett tjugotal skivor under 70 och 80-talen (bland annat briljanta inspelningar med munspelsmästaren Junior Wells) levde han i skymundan och fick inte erkännande av musikvärlden utanför en liten klick av entusiaster. 
I slutet av 80-talet hade han inte ens ett skivkontrakt då Eric Clapton, ett av Buddys största fans,  begärde att Buddy skulle få delta i '24 Nights' all-star blues guitar lineup på Royal Albert Hall i London. Efter detta fick Buddy kontrakt med Silverstone Records och gav ut superhiten Damn right, I've got the Blues. Efter detta var framgången ett faktum och Buddy tillhör nu den absoluta musikeliten.
Han blev invald i Rock and Roll Hall of Fame av Eric Clapton och B.B. King den 14 mars 2005.